# Luisa, condesa de Vierzon
Luisa de Borbón (Londres, 29 de diciembre de 1809 - Couffé, 26 de diciembre de 1891) fue una dama francesa hija del príncipe Carlos Fernando de Artois y la inglesa Amy Brown.

## Biografía
Fue la segunda de las hijas fruto de la relación de Carlos Fernando de Artois, duque de Berry, príncipe francés exiliado en el Reino Unido y Amy Brown. La relación había comenzado en el otoño de 1807 y, en 1808 había nacido su hermana Carlota. El día siguiente de su nacimiento fue bautizada como católica. El lugar del bautismo fue el mismo que el de su hermana, la capilla católica de Su Majestad Católica en Londres.
Tras la restauración de la monarquía borbónica en Francia en 1814, se instala en Francia junto con su madre y hermana. Su padre es asesinado en 1820 y desde entonces es la viuda de este, María Carolina de Nápoles quien protege a Luisa y Carlota. El 9 de junio del mismo año es naturalizada francesa por su tío abuelo Luis XVIII. El monarca le otorga al día siguiente el título de condesa de Vierzon. Su hermana había recibido en ambos días los mismos honores. Hasta que contraen matrimonio, las hermanas comparten tiempo con sus hermanos de padre, Luisa y Enrique, bien en el castillo de Bagatelle o bien en el de Rosny.
El 18 de junio de 1827 en la iglesia de San Luis de Antin de París, contrajo matrimonio con Atanasio de Charette, barón de la Contrie, par de Francia.  El matrimonio tuvo descendencia:
- Carlos Luis Atanasio (1830),
- Atanasio (1832-1911),
- Luis María (1834-1919),
- Enriqueta (1835-1932)
- Fernando (1837-1917)
- Urbano (1839-1925)
- Alano (1841-1916)
- Armando (1843-1909)
- Colette (1846-1921)
- Ana (1847-1909)

Murió en 1891 en el castillo familiar de la Contrie en Couffé, Francia.